# 7.ª Cumbre de la Liga Árabe
La Cumbre de la Liga Árabe de 1974 fue un encuentro entre los mandatarios de los países árabes, miembros todos de la Liga Árabe, en la capital de Marruecos, Rabat.
A la cumbre acudieron veinte jefes de Estado, incluido el rey Huséin de Jordania, entonces muy enfrentado al resto de líderes árabes por el conflicto que mantenía con los palestinos desde la expulsión de estos de Jordania en 1971, y cuyos representantes, agrupados en la Organización para la Liberación de Palestina (OLP), también asistieron a la cumbre.
Antes y durante la cumbre fueron detenidos un miembro de la delegación libia y siete marroquíes acusados de preparar un sabotaje y de un grupo de 14 de palestinos con la intención de atentar contra el rey Huséin.

## Acuerdos
En las reuniones previas a la cumbre entre los ministros de Asuntos Exteriores, y tras la amenaza de boicot por parte de la OLP, se incluyó someter a la cumbre el reconocimiento incondicional de la OLP. Durante la cumbre todos los mandatarios árabes, excepto el rey Huséin, aceptaron las premisas de la OLP y la reconocieron como único interlocutor de los palestinos y establecían que cualquier territorio palestino que fuese liberado sería entregado a la OLP como representante único del pueblo palestino y su derecho de autodeterminación. Jordania había opuesto a la resolución aduciendo que significaría darle a la OLP soberanía sobre la mitad de la población que poblaba Cisjordania y que ya estaban representados por el rey Huséin ya que la anexión de Cisjordania se había producido tras un plebiscito en 1949. Finalmente el rey Huséin tuvo que ceder ante la presión de todos los países, particularmente Marruecos, Egipto y Arabia Saudí, y firmar la declaración.
Además, a petición de Marruecos, se trató la situación del Sáhara Occidental acordando solicitar un pronunciamiento del Tribunal Internacional de Justicia de La Haya.

## Consecuencias
El reconocimiento de la OLP por la Liga Árabe precipitó su reconocimiento a nivel internacional. A finales del mes siguiente, la ONU la aceptó como representante único de los Palestinos y su presidente, Yasser Arafat, pronunció su famoso discurso, pistola al cinto, ante la Asamblea General de la ONU.
Por parte jordana, el rey Huséin se resistió a aceptar el acuerdo y realizó cambios legislativos para darle el poder de disolver la Cámara de Representantes, la mitad de cuyos miembros provenían de Cisjordania, y convocar elecciones según su criterio. Inmediatamente después disolvió la cámara, para finalizar el mandato de los representantes cisjordanos en cumplimiento aparente de las resoluciones de la cumbre, pero no convocó de nuevo elecciones para no hacerlas sin Cisjordania y dar así validez a su separación del resto de Jordania. No habría elecciones en Jordania a la Cámara de Representantes durante más de veinte años.
Además, cualquier arreglo sobre Cisjordania quedaba en punto muerto porque Israel dejó claro que no iba a negociar con la OLP, cosa que aprovechó Jordania para seguir postulándose como interlocutor en cualquier proceso de paz sobre Cisjordania. Esto afectó a sus relaciones con la OLP que volvieron a ser tirantes. Esta situación no se resolvió hasta 1988 cuando el rey Huséin renunció formalmente a sus pretensiones sobre Cisjordania.